# ميخائيل كاسيانوف
ميخائيل ميخائيلوفيتش كاسيانوف (بالروسية: Михаи́л Миха́йлович Касья́нов) وهو سياسي روسي من حزب حرية الشعب ولد في يوم 8 ديسمبر 1957 في مدينة موسكو، تولى في البداية منصب رئاسة وزراء روسيا من سنة 2000 إلى سنة 2004 حيث كان حليف للرئيس الروسي فلاديمير بوتين أصبح بعد ذلك أحد أشهر معارضيه بعد خسارته لإنتخابات 2004 وقاد عدة تظاهرات في روسيا طالب الحكومة بإعادة الانتخابات بعد إتهامات وجهها للرئيس الروسي بوتين بتزويرها.
كان قد تولى منصب وزير المالية في الفترة بين عام 1999 و 2000. و يتقلد حالياً منصب رئيس حزب حرية الشعب. و قائد حركة اتحاد الشعب الديمقراطي. وهو ناقد لاذع للرئيس فلاديمير بوتين. كان كاسيانوف هو قائد لائتلاف روسيا الأخرى ومشارك ناشط في حركة المنشقين. في 2008 رُفض تقدمه لإنتخابات الرئاسة الروسية. منذ عام 2012 أصبح كاسيانوف رئيس الحزب الجمهوري الروسي - حزب حرية الشعب.

## سيرته
تخرج كاسيانوف من جامعة موسكو للسيارات والطرق عام 1976. تزوج من ارينا كاسيانوف، والتي إلتقى بها في المدرسة الثانوية وأنجب منها طفلتين.

## الحياه السياسية
قام فلاديمير بوتين باستبعاد حكومة كاسيانوف في 24 فبراير 2004 بعد قضاء 3 سنوات في منصبه. خلال فترة ولايته استطاع كاسيانوف وحكومته إنجاز العديد من الإنجازات في عدة مجالات، حيث استطاعوا إعادة هيكلة الاقتصاد الروسي والقطاع العام. بجانب ذلك استطاعوا إنجاز بعض التعديلات في قطاعات الضرائب، الجمارك والمعاشات. في هذه الفترة إنتعش الاقتصاد الروسي حيث تقلص التضخم وزادت معدلات النمو. في هذا الوقت تم طرح حلول متعددة من أجل التنوع الاقتصادي لكن لم يتم تنفذها. في أول ذكرى سنوية لإقالة حكومته، أعلن كاسيانوف  عن نيته في الترشح للرئاسة الروسية عام 2008. وقدم بعض السياسين الروس المعروفين الدعم له مثل ليونيد نيفزلين وبوريس برزوفسكي. في أبريل كاسيانوف لرئاسة ائتلاف الشعب الديمقراطي. شارك كاسيانوف بجانب الائتلاف في حاكة المنشقين في موسكو  و سانت بطرسبرج والتي نظمت بعض المظاهرات الكبيرة. في الثالث من مارس عام 2007 إنتقد كاسيانوف حكومة بوتين أمام الألاف من المتظاهرين في سانت بطرسبرج. في مايو 2006 إنتقد كاسيانوف سياسات بوتين في عرض بالمعهد الدولي للدراسات الاستراتيجية. حيث صرح كاسيانوف بأن مبدأ الفصل بين السلطات أصبح غير موجود وتم إستبداله بمصطلح القوة العمودية وهي التي تعطي الحكومة الحق في السيطرة على التطورات الاجتماعية والسياسية في البلاد. أضاف بأن الحكومة والبرلمان لايمكن لهما أن يعملوا بشكل فعال بدون التعليمات اليومية. أضاف بأن السلطة القضائية أصبحت تفقد استقلاليتها يوماً بعد يوم.بجانب القنوات التلفزيونية التي أصبحت غير مستقلة.  

## ترشحه للرئاسة عام 2008
في 2006 أعلن كاسيانوف نيته في الترشح للانتخابات الرئاسية 2008. ترك كاسيانوف ائتلاف روسيا الأخرى في يوليو 2007 و ذلك بسبب فشل الائتلاف في الإتفاق على مرشح واحد. في يناير 2008 أعلن أنه إنتهى من تحصيل مليوني توقيع للترشح إلى الرئاسة. لاحقاً، رفضت اللجنة المركزية للانتخابات أوراقه للترشح معللة ذلك ببطلان 13٫36% من التوقيعات التي حصل عليها كاسيانوف. ومن جانبه صرح كاسيانوف  بأن هذا القرار تم إتخذه من بوتين شخصياً.

## إتهامات بالفساد
هناك بعد الإتهامات بالفساد التي طالت كاسيانوف بأنه كان يحصل على 2٪ عمولة للتغاضي عن إتخاذ أي قرارات قانونية ضد الرشوة والمشاريع التجارية الغير قانونية.   

## روابط خارجية
- ميخائيل كاسيانوف على موقع IMDb (الإنجليزية)
- ميخائيل كاسيانوف على موقع مونزينجر (الألمانية)
- ميخائيل كاسيانوف على موقع إن إن دي بي (الإنجليزية)
- ميخائيل كاسيانوف على موقع قاعدة بيانات الفيلم (الإنجليزية)